# 중국적갈색관박쥐
중국적갈색관박쥐(Rhinolophus sinicus)는 관박쥐과에 속하는 박쥐의 일종이다. 중국과 인도, 네팔, 베트남에서 발견된다. 중간관박쥐와 가장 쉽게 혼동을 일으키고, 직선형의 뾰족한 아치와 세 번째 손가락의 상대적으로 짧은 두 번째 마디 손가락뼈(손바닥뼈 길이의 66% 이하: Csorba et al., 2003)로 가장 잘 구분된다.
중국적갈색관박쥐는 상당히 널리 분포하고, 동남아시아 현지에서 흔하게 발견되기 때문에 IUCN 적색 목록이 "관심대상종"으로 분류하고 있다. 1989년 중국야생동물보호법에는 등록되어 있지 않다.